# Datació basada en el carboni 14
La datació basada en el radiocarboni és un mètode de datació absoluta de mostres orgàniques basada en la determinació d'un isòtop radioactiu del carboni, el carboni 14.
Aquesta tècnica va ser descoberta i desenvolupada per Willard Frank Libby i els seus col·laboradors en l'any 1949 i va ser el motiu que se li concedís el premi Nobel de química el 1960.

## Origen del radiocarboni
El radiocarboni es forma en l'alta atmosfera per la radiació còsmica que incideix en el nitrogen i es reparteix per tota l'atmosfera, forma CO₂ radioactiu que a través del procés de la fotosíntesi s'incorpora en els vegetals i quan els vegetals són ingerits també es troba als animals. Quan els éssers vius moren (o es fa la fusta en els arbres) la concentració de radiocarboni va disminuint.

Atmosfèric ¹⁴C, Nova Zelanda i Àustria. La corba de Nova Zelanda és representativa de l'hemisferi sud i la d'Àustria de l'hemisferi nord.

## Història i bases del mètode
El 1949, el químic americà Willard Libby va publicar les primeres dates radiocarbòniques. Durant la Segona Guerra Mundial havia estat un dels científics que estudiaven la radiació còsmica, les partícules subatòmiques que bombardejaven la terra constantment, produint electrons d'alta energia. Aquests neutrons reaccionaven amb els àtoms de nitrogen de l'atmosfera per a produir àtoms de carboni 14 o radiocarboni, que és inestable per la presència de 8 neutrons al nucli, en lloc dels 6 habituals en el carboni corrent (carboni 12). Aquesta inestabilitat dona lloc a una desintegració radioactiva constant. Libby va calcular que la meitat del carboni 14 de qualsevol mostra tardava 5.568 anys a desintegrar-se (la seva vida mitjana) encara que recents investigadors indiquen que la data més exacta és de 5.730 anys.
Libby s'adonà que la desintegració del radiocarboni a un ritme constant s'equilibrava degut a la seva producció continua per la radiació còsmica, i que per tant, la proporció de carboni 14 de l'atmosfera continuaria sent la mateixa al llarg del temps. A més, aquesta concentració atmosfèrica estable de radiocarboni es transmet de manera uniforme a tots els éssers vius a través del diòxid de carboni. Les plantes l'absorbeixen mitjançant la fotosíntesi i són consumides pels animals herbívors, que a la vegada, són devorats pels carnívors. Només quan mor una planta o un animal disminueix l'absorció de carboni 14, i la seva concentració comença a disminuir degut a la desintegració radioactiva.
D'aquesta manera, Libby, va comprendre que coneixent el ritme de desintegració, o vida mitjana del carboni 14, es podria calcular l'edat d'una planta o un teixit animal mort mesurant la quantitat de radiocarboni que quedés a la mostra. La gran fita pràctica de Libby va consistir a dissenyar un mètode precís de mesura. Libby descobrí que cada àtom de carboni 14 es desintegra emetent partícules beta i va aconseguir trobar aquestes emissions utilitzant un comptador Geiger. Aquesta és la base del mètode. Les mostres acostumen a consistir en materials orgànics trobats en jaciments arqueològics, com el carbó vegetal, fusta, llavors, i altres restes de plantes, ossos humans o animals. L'obtenció exacta de l'activitat del carboni 14 en una mostra és perjudicada pels errors de recompte, la radiació còsmica de fons, i altres factors que aporten indecisió als càlculs. Això vol dir que les dates radiocarbòniques van acompanyades invariablement d'una taxa d'error probable: l'expressió +/- (desviació típica) inherent a tota data radiocarbònica.
A finals dels anys 70 i principis dels 80, es va produir un avenç important en el mètode convencional, amb la introducció, en alguns laboratoris, de comptadors especials de gas capaços de fer mesuraments a partir de mostres molt petites. Al mètode convencional es necessiten 5 g de carbó pur ja descontaminat, el que significa una mostra original d'uns 10-20g de fusta o carbó, o 100-200 grams d'os. L'equip especial només necessita uns mil·ligrams de carbó.

## Metodologia
El mètode de datació es basa en la premissa que la taxa de producció de radiocarboni és constant al llarg del temps i que la proporció entre aquest isòtop radioactiu i el no radioactiu és constant. Per una datació més acurada s'utilitzen les corbes de calibratge i els resultats s'acaben de calibrar amb altres mètodes com pot ser la dendrocronologia (amb els anells de creixement dels arbres) que permet determinar la mateixa mostra amb els dos mètodes.
El radiocarboni es transforma en nitrogen 14 que és un isòtop gasós que ja no és radioactiu, aquest descens de concentració s'utilitza, per saber quants anys fa que una matèria orgànica és morta. Com que les plantes aquàtiques agafen el carboni dissolt en l'aigua, que resulta ser més antic que el terrestre, aquest mètode de datació no es pot fer servir en aquestes plantes ni en els animals que se n'alimenten.
Les mesures es fan comptant la desintegració radioactiva dels àtoms de carboni en gas de nitrogen a través de diversos mètodes el més sensible dels quals (amb mostres de pocs mil·ligrams) és l'espectrometria de masses amb un accelerador de partícules. Aquesta desintegració es produeix de manera exponencial, disminuint el carboni a la meitat cada 5730 anys.
En la determinació hi intervenen errors sistemàtics que són corregibles per calibratge i aleatoris que influeixen en el grau de determinació del resultat.
Les edats mesurades encara sense calibrar s'expressen en anys BP (Before Present) essent l'any de referència del nivell de radiocarboni en l'atmosfera el del 1950 per conveni i perquè les explosions nuclears en l'atmosfera dels anys posteriors provocaren alteracions en els nivells de radioactivitat de l'atmosfera.
L'expressió de les dates obtingudes amb el mètode del radiocarboni utilitza la desviació tipus estadística així una datació com 4000±40 indica una desviació tipus de 40 anys per la qual cosa indica que hi ha una probabilitat del 66% que la data real estigui entre 3960 i 4040 anys.
Els límits de datació amb garanties amb la tècnica del radiocarboni estan entre 58.000 i 62.000. Per tant, abasten només part del Paleolític. En tot cas a partir dels 100.000 anys la incertesa en la datació ja no és assumible i aleshores les datacions es fan amb altres mètodes com el paleomagnetisme o la mesura d'altres isòtops radioactius com pot ser les sèries de l'urani o la proporció argó/potassi.